# Автошлях E017
Європейський маршрут E017 — європейський автомобільний маршрут категорії Б, що проходить в Росії та з'єднує міста Єлабуга й Уфа.

## Маршрут
- Росія
  -  E22 Єлабуга
  -  E30 Уфа